# Bárbara Tinoco
Bárbara Tinoco (Lisboa, 16 de noviembre de 1998) es una cantante y compositora portuguesa. Se hizo conocida por su participación en el concurso de talentos The Voice Portugal, en el año 2018. Dos años más tarde, alcanzó el 2.º puesto en el Festival RTP da Canção, al ganar la votación del público. En 2021 ganó el Globo de Ouro a Mejor Intérprete.

## Carrera
Comenzó a aprender a tocar la guitarra en casa con su padre. A pesar de no ser músico profesional, había heredado el negocio familiar, una tienda de instrumentos musicales, donde Bárbara pasaba muchas horas de niña. Su primer instrumento fue un ukelele que le regaló su abuelo. Tiene dos hermanas menores; su madre es contable.
Tinoco se matriculó en la carrera de Ciencias de la Música en NOVA FCSH, pero fue en una masterclass impartida por João Gil para Antena 1 cuando empezó a plantearse una carrera en la música con más seriedad. Dio su primer paso hacia el estrellato en 2018, cuando decidió participar en el concurso de talentos The Voice Portugal . Durante la audición a ciegas cantó una versión de Jolene de Dolly Parton, pero no logró que ninguno de los jueces girara sus sillas. Sin embargo, terminó siendo desafiada a cantar uno de sus temas originales. Compuesto por la artista cuando solo tenía 16 años, "Antes Dela Dizer Que Sim" se convirtió en un éxito viral, convirtiéndose en su sencillo debut, lanzado al año siguiente. Tras su participación en el programa de televisión, Tinoco fue abordada por Pedro Barbosa, mánager de artistas como Miguel Araújo o The Black Mamba, y fue a partir de ahí que se convirtió en profesional. En 2019, fue telonera de los conciertos de la gira João Só. En 2020, fue considerada Artista Revelación en los Play - Portuguese Music Awards.
Participó en el Festival RTP da Canção en 2020, junto a Tiago Nacarato, quien escribió y compuso el tema de la competición, "Passe-Partout". El tema ganó la votación del público, pero el resultado final colocó a Elisa Silva como ganadora. La interpretación de Tinoco alcanzó los 18 puntos, dos menos que el tema ganador.
En 2021, lanzó los primeros discos extendidos. Lanzado en abril, Desalinhados es un EP de colaboraciones en el que cada tema tiene un invitado diferente: António Zambujo, Carolina Deslandes, Diana Martínez, Tyoz, Bárbara Bandeira y Carlão. En octubre, lanzó su álbum debut, Bárbara. El primer LP del artista incluía varios sencillos editados hasta entonces.
Por otro lado, debutó en un festival cuando actuó en Rock In Rio Lisboa, en 2022.
Tinoco enumeró a Miguel Araújo, Suzanne Vega y Julia Michaels como algunos de sus referentes musicales. Es fan del juego de mesa Los colonos de Catán.

### Participaciones en el Festival RTP da Canção
Leyenda
     Ganadora
     Segundo puesto
     Tercer puesto
     Cuarto o quinto puesto (Top 5)
     Último puesto
| #  | Año         | Artista        | Canción                              | Final | Puntos | Semifinal | Puntos |
| -- | ----------- | -------------- | ------------------------------------ | ----- | ------ | --------- | ------ |
| 1º | 2020 (54.º) | Bárbara Tinoco | "Passe-Partout" m/l: Tiago Nacarato  | 2.º   | 18     | 2.º       | 20     |
| 2º | 2023 (57.º) | Bárbara Tinoco | "Goodnight" m/l: Bárbara Tinoco/Tyoz | -     | -      | -         | -      |

## Discografía
- Desalinhados (EP, abril de 2021)
- Bárbara, (álbum, octubre de 2021)

## Reconocimientos y premios

### 2022
- Prémios Play da Música Portuguesa - Mejor Artista Femenina (nominada)[16]

### 2021
- Globos de Ouro - Mejor intérprete (ganadora)[17]
- Globos de Ouro - Mejor Canción por "Antes dela dizer que sim" (nominada)[18]
- Globos de Ouro - Premio Breakthrough (nominada)[19]
- Premios Play da Música Portuguesa - Artista femenina (nominada)[20]
- Premios Play da Música Portuguesa - Canción del año con "Sei Lá" (nominada)[20]

### 2020
Premios Play da Música Portuguesa - Artista revelación (ganadora)